# Benrinnes
Benrinnes ist eine Whiskybrennerei bei Milltown of Edinvillie, Banffshire, Schottland.

## Geschichte
Die Brennerei am Fuße des 840 m hohen Ben Rinnes, dessen Namen sie später übernommen hat, wurde 1826 durch Peter Mackenzie gegründet, aber schon 1829 wieder durch eine Flut zerstört. John Innes baute sie 1835 als Lyne of Ruthrie wieder auf, musste sie aber 1838 an William Smith verkaufen, der sie auf Benrinnes umtaufte. 1864 wurde die Destillerie an David Edward of Craigellachie und 1922 an John Dewar & Sons verkauft. Damit kam sie 1925 zu Distillers Company Limited (DCL) und letztendlich zu Diageo. Die traditionellen Tennenmälzerei wurden 1964 durch Kastenmälzanlagen (Saladin boxes) abgelöst welche bis 1984 betrieben wurden, seitdem wird kein eigenes Malz mehr hergestellt. 1966 wurde die Anzahl der Brennblasen von drei auf sechs verdoppelt.

## Produktion
Das Wasser der zur Region Speyside gehörenden Brennerei stammt aus dem Scurran und Rowantree Burn. Das benutzte Malz von Roseisle Maltings nahe Elgin ist nur leicht getorft. Die Destillerie verfügt über einen Maischbottich (mash tun) (8,7 t) aus Edelstahl und acht hölzerne Gärbottiche (wash backs) (zusammen 332.000 l). Destilliert wird in zwei Grobbrandblasen (wash stills) (je 22.935 l), zwei Intermediate Stills (je 6.364 l) und zwei Feinbrandblasen (spirit stills) (je 9.292 l) die durch Dampf erhitzt werden. Ungewöhnlich für schottische Brennereien war die Dreifachdestillation, die 2007 eingestellt wurde. Seitdem ist Benrinnes, wie viele andere schottische Whiskies auch, zweifach destilliert.